# Biegi narciarskie na Mistrzostwach Świata w Narciarstwie Klasycznym 1941
Zawody w biegach narciarskich na Mistrzostwach Świata w Narciarstwie Klasycznym 1941 odbyły się w dniach 1 lutego – 10 lutego 1941 we włoskiej miejscowości Cortina d’Ampezzo. Rozgrywano tylko biegi mężczyzn. Podczas spotkania we francuskim mieście Pau, FIS zadecydowała jednak, że wyniki z tych mistrzostw nie będą wliczane do klasyfikacji ogólnej, gdyż liczba zawodników była zbyt mała.

## Terminarz
| Data          | Miejscowość       | Konkurencja                                           | Złoto                                                                               | Srebro                                                                       | Brąz                                                                                   |
| ------------- | ----------------- | ----------------------------------------------------- | ----------------------------------------------------------------------------------- | ---------------------------------------------------------------------------- | -------------------------------------------------------------------------------------- |
| 5 lutego 1941 | Cortina d’Ampezzo | Bieg indywidualny mężczyzn na 18 km stylem klasycznym | Alfred Dahlqvist                                                                    | Jussi Kurikkala                                                              | Lauri Silvennoinen                                                                     |
| 8 lutego 1941 | Cortina d’Ampezzo | Bieg indywidualny mężczyzn na 50 km stylem klasycznym | Jussi Kurikkala                                                                     | Mauritz Brännström                                                           | Alfred Dahlqvist                                                                       |
| 3 lutego 1941 | Cortina d’Ampezzo | Bieg sztafetowy mężczyzn stylem klasycznym            | Finlandia · Martti Lauronen · Jussi Kurikkala · Lauri Silvennoinen · Eino Olkinuora | Szwecja · Carl Pahlin · Donald Johansson · Nils Östensson · Alfred Dahlqvist | Włochy · Aristide Compagnoni · Severino Compagnoni · Alberto Jammaron · Giulio Gerardi |

## Wyniki zawodów

### 18 km techniką klasyczną
- Data 5 lutego 1941

| Medal | Zawodnik            | Narodowość | Wynik   |
| ----- | ------------------- | ---------- | ------- |
|       | Alfred Dahlqvist    | Szwecja    | 1:05:25 |
|       | Jussi Kurikkala     | Finlandia  | 1:07:35 |
|       | Lauri Silvennoinen  | Finlandia  | 1:08:13 |
| 4     | Aristide Compagnoni | Włochy     | 1:08:15 |
| 5     | Valtter Forssel     | Finlandia  | 1:08:23 |
| 6     | Carl Pahlin         | Szwecja    | 1:08:38 |
| 7     | Donald Johansson    | Szwecja    | 1:08:38 |
| 8     | Martin Matsbo       | Szwecja    | 1:08:58 |
| 9     | Gustav Berauer      | III Rzesza | 1:09:08 |
| 10    | Martti Lauronen     | Finlandia  | 1:09:14 |

### 50 km techniką klasyczną
- Data 8 lutego 1941

| Medal | Zawodnik          | Narodowość | Wynik   |
| ----- | ----------------- | ---------- | ------- |
|       | Jussi Kurikkala   | Finlandia  | 3:36:35 |
|       | Alfred Dahlqvist  | Szwecja    | 3:41:41 |
|       | Elis Wiklund      | Szwecja    | 3:42:44 |
| 4     | Lars Back         | Szwecja    | 3:47:27 |
| 5     | Hans Freiburghaus | Szwajcaria | 3:48:37 |
| 6     | Martti Lauronen   | Finlandia  | 3:49:10 |
| 7     | Kalle Jalkanen    | Finlandia  | 3:51:02 |
| 8     | Hans Kasebacher   | III Rzesza | 3:53:00 |
| 9     | Hjalmar Lauri     | Szwecja    | 4:01:12 |
| 10    | Silvio Confortola | Włochy     | 4:01:54 |

Szwed Mauritz Brännström, który zajął pierwotnie drugie miejsce z czasem 3:38:17 został zdyskwalifikowany po zawodach za ominięcie jednego z punktów kontrolnych.

### Sztafeta 4×10km
- Data 3 lutego 1941

| Medal | Zawodnik                                                                | Narodowość | Wynik     |
| ----- | ----------------------------------------------------------------------- | ---------- | --------- |
|       | Martti Lauronen Jussi Kurikkala Lauri Silvennoinen Eino Olkinuora       | Finlandia  | 2:31:07,7 |
|       | Carl Pahlin Donald Johansson Nils Östensson Alfred Dahlqvist            | Szwecja    | 2:32:15,4 |
|       | Aristide Compagnoni Severino Compagnoni Alberto Jammaron Giulio Gerardi | Włochy     | 2:33:50,2 |
| 4     | Josef Gstrein Hermann Azzolini Vincenzo Demetz Gustav Berauer           | III Rzesza | 2:38:10,8 |
| 5     | Adolf Freiburghaus Victor Borghi Walter Fuchs Adi Gamma                 | Szwajcaria | 2:50:26,2 |
| 6     | František Šoltés Lukáš Michalák Slavo Cagašík Karol Bruk                | Słowacja   | 3:07:34,2 |

## Klasyfikacja medalowa dla konkurencji biegowych MŚ
| #  | Reprezentacja | Złoto | Srebro | Brąz | Razem |
| -- | ------------- | ----- | ------ | ---- | ----- |
| 1. | Finlandia     | 2     | 1      | 1    | 4     |
| 2. | Szwecja       | 1     | 2      | 1    | 4     |
| 3. | Włochy        | 0     | 0      | 1    | 1     |